# Gooding, Idaho
Gooding är administrativ huvudort i Gooding County i Idaho. Orten har fått sitt namn efter ranchägaren och politikern Frank R. Gooding. Det ursprungliga ortnamnet var Toponis. Enligt 2010 års folkräkning hade Gooding 3 567 invånare.